# Linda Veras
Linda Veras est une actrice italienne née à Bolzano (Italie) en 1939.

## Filmographie
- 1959 : Le Général Della Rovere (Il generale Della Rovere) de Roberto Rossellini : l’employée allemande
- 1962 : The Connection (The Connection) de Shirley Clarke : une sirène
- 1963 : Le Mépris (Il Disprezzo) de Jean-Luc Godard : une sirène
- 1966 : Sexy Gang d’Henry Jacques : Michelle
- 1967 : Gungala, la vierge de la jungle (Gungala la vergine della giungla) de Romano Ferrara : Fleur
- 1967 : Dieu les crée, moi je les tue (Dio li crea... Io li ammazzo !) de Paolo Bianchini : Dolly
- 1967 : Le Dernier Face à face (Faccia a faccia) de Sergio Sollima : une femme
- 1968 : Saludos, hombre (Corri uomo corri) de Sergio Sollima : Penny Bannington
- 1968 : Le Bal des voyous (Karin un corpo che brucia) de Jean-Claude Dague : Sophie Verdier
- 1969 : Sabata (Ehi amico... c'è Sabata, hai chiuso !) de Gianfranco Parolini : Jane
- 1970 : Chapagua (L'Oro dei bravados) de Giancarlo Romitelli : Moira Shannon
- 1971 : Le Roman d'un voleur de chevaux (Romance of a Horsethief) d’Abraham Polonsky : la comtesse Grabowsky